# Natalja Bielinska
Natalja Bielinska (ros. Наталья Белинская; ur. 21 stycznia 1983 w obwodzie moskiewskim) – rosyjska lekkoatletka specjalizująca się w skoku o tyczce.

## Osiągnięcia
- brązowy medal mistrzostw świata juniorów (Kingston 2002)

## Rekordy życiowe
- skok o tyczce (stadion) – 4,40 (2004)
- skok o tyczce (hala) – 4,50 (2005)